# Puchar Europy w Wielobojach 2011

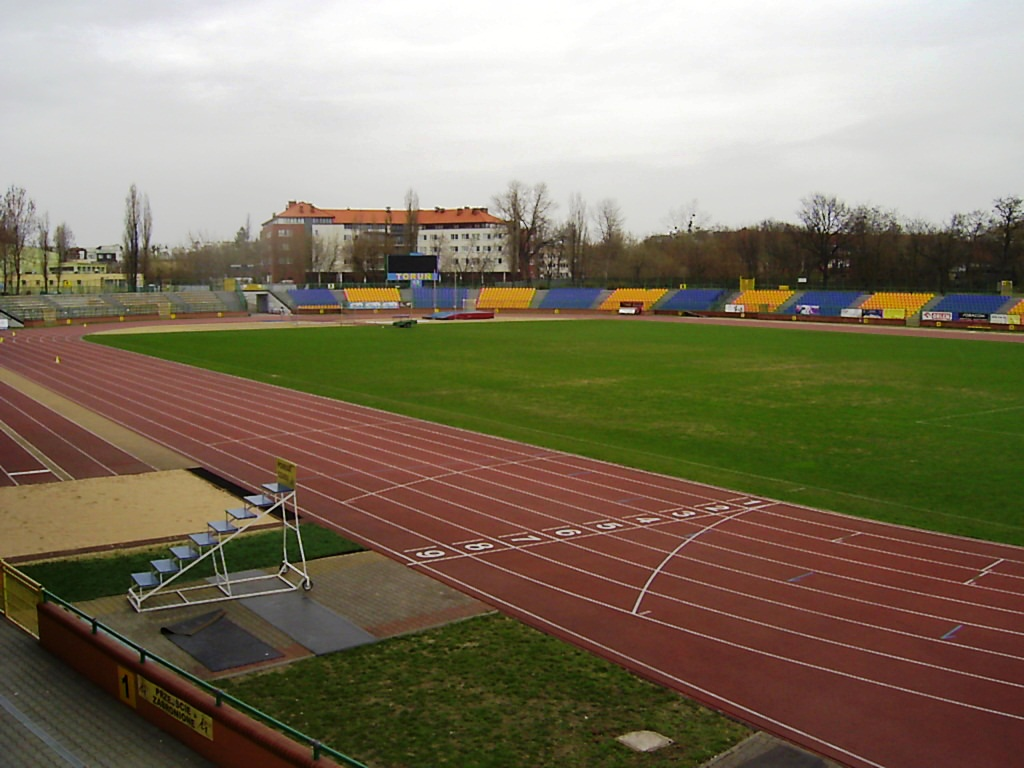
Stadion w Toruniu - arena zmagań superligi

29. Puchar Europy w Wielobojach – zawody lekkoatletyczne organizowane pod auspicjami European Athletics, które odbyły się 2 i 3 lipca 2011 na trzech europejskich stadionach. W imprezie drużyny męskie rywalizują w dziesięcioboju, a żeńskie w siedmioboju. Gospodarzem superligi pucharu Europy był – pierwszy raz w historii – Toruń, pierwszej ligi Bressanone, a drugiej ligi Ribeira Brava na Maderze. 
Zawody były ostatnimi przeprowadzonymi w obecnej formule – nowe reguły rozgrywania wielobojowego pucharu Europy zaczną obowiązywać od jego kolejnej edycji zaplanowanej na rok 2013.

## Rezultaty

### Superliga
| Konkurencja:           | 1. miejsce     | Rezultat     | 2. miejsce        | Rezultat  | 3. miejsce     | Rezultat  |
| Dziesięciobój mężczyzn | Andres Raja    | 8114 pkt. PB | Wasilij Charłamow | 7935 pkt. | Gaël Querin    | 7799 pkt. |
| Siedmiobój kobiet      | Anna Bogdanowa | 6225 pkt. PB | Ludmiła Josipenko | 5984 pkt. | Remona Fransen | 5962 pkt. |

| Poz. | Reprezentacja | Punkty      |
| ---- | ------------- | ----------- |
| 1.   | Rosja         | 23 305 pkt. |
| 2.   | Estonia       | 23 095 pkt. |
| 3.   | Białoruś      | 22 956 pkt. |
| 4.   | Francja       | 22 935 pkt. |
| 5.   | Polska        | 22 159 pkt. |
| 6.   | Czechy        | 22 113 pkt. |
| 7.   | Ukraina       | 21 773 pkt. |
| 8.   | Finlandia     | 21 690 pkt. |

| Poz. | Reprezentacja   | Punkty      |
| ---- | --------------- | ----------- |
| 1.   | Rosja           | 17 816 pkt. |
| 2.   | Ukraina         | 17 600 pkt. |
| 3.   | Francja         | 16 992 pkt. |
| 4.   | Holandia        | 16 884 pkt. |
| 5.   | Estonia         | 16 162 pkt. |
| 6.   | Wielka Brytania | 16 095 pkt. |
| 7.   | Czechy          | 15 612 pkt. |
| 8.   | Grecja          | 15 508 pkt. |

### I liga
| Konkurencja:           | 1. miejsce        | Rezultat     | 2. miejsce     | Rezultat     | 3. miejsce     | Rezultat  |
| Dziesięciobój mężczyzn | Simon Walter      | 7973 pkt. PB | Daniel Awde    | 7935 pkt.    | Ashley Bryant  | 7799 pkt. |
| Siedmiobój kobiet      | Karolina Tymińska | 6297 pkt.    | Györgyi Farkas | 6068 pkt. PB | Jana Maksimawa | 5998 pkt. |

| Poz. | Reprezentacja   | Punkty      |
| ---- | --------------- | ----------- |
| 1.   | Wielka Brytania | 22 989 pkt. |
| 2.   | Belgia          | 22 468 pkt. |
| 3.   | Włochy          | 21 838 pkt. |
| 4.   | Szwajcaria      | 21 434 pkt. |
| 5.   | Szwecja         | 21 152 pkt. |
| 6.   | Grecja          | 21 139 pkt. |
| 7.   | Holandia        | 20 703 pkt. |
| 8.   | Hiszpania       | 20 625 pkt. |

| Poz. | Reprezentacja | Punkty      |
| ---- | ------------- | ----------- |
| 1.   | Polska        | 17 309 pkt. |
| 2.   | Włochy        | 17 050 pkt. |
| 3.   | Węgry         | 17 030 pkt. |
| 4.   | Białoruś      | 16 853 pkt. |
| 5.   | Finlandia     | 16 541 pkt. |
| 6.   | Szwajcaria    | 16 123 pkt. |
| 7.   | Szwecja       | 15 602 pkt. |